# Comté de Bath (Kentucky)
Pour les articles homonymes, voir Comté de Bath.
Le comté de Bath est un comté de l'État du Kentucky, aux États-Unis. Il a été fondé en 1811 et son siège est Owingsville.